# 100 Days (film)
Pour plus de détails, voir Fiche technique et Distribution.
100 Days est un film dramatique britannico-rwandais de 2001 réalisé par Nick Hughes et coproduit avec Eric Kabera.   
Le film est une dramatisation des événements qui se sont produits pendant le génocide des Tutsi au Rwanda en 1994. Le titre du film fait directement référence à la durée qui s'est écoulée depuis le début du génocide le 6 avril jusqu'à sa fin, à la mi-juillet 1994. 
Le film est le premier long métrage tourné sur le génocide de 1994 et se concentre sur la vie d'une jeune fille tutsie réfugiée et ses tentatives pour trouver la sécurité pendant le génocide. Il a été tourné en de lieux où le génocide des Tutsi s'est effectivement produit.  

## Fiche technique
- Titre original : 100 Days
- Titre français : 100 Days
- Réalisation : Nick Hughes
- Scénario : Nick Hughes
- Producteurs : Nick Hughes, Eric Kabera
- Photographie : Nick Hughes
- Montage : Kavila Matu
- Musique : Cecile Kayiregawa, Steve Parr, Sharon Rose
- Pays d'origine : Rwanda
- Langue originale : anglais
- Format : couleur
- Genre : dramatique
- Durée : 100 minutes
- Dates de sortie :
  - États-Unis : 1er février 2001
  - Canada : 13 septembre 2001 (Festival international du film de Toronto)
  - République tchèque : 5 juillet 2002 (Festival international du film de Karlovy Vary)
  - France : 12 octobre 2002 (Festival des cinémas d'Irlande et de Grande-Bretagne de Cherbourg-Octeville)

## Distribution
- Eric Bridges Twahirwa
- Cleophas Kabasita
- Davis Kagenza
- Mazimpaka Kennedy
- Davis Kwizera
- David Mulwa
- Didier Ndengeyintwali
- Denis Nsanzamahoro
- Justin Rusandazangabo